# Тэнди, Меган
Меган Тэнди (англ. Megan Tandy; род. 10 сентября 1988, Виктория), также выступавшая под фамилией мужа Хейнике (англ. Heinicke) — канадская биатлонистка, участница олимпийских игр 2010 года в Ванкувере.

## Биография
Меган Тенди занималась два года теннисом, а в 12 лет стала заниматься биатлоном. В национальной команде с 2005 года. Принимала участие в чемпионате мира среди юниоров 2006 года.
Участвовала в домашних олимпийских играх, где вышла на старт спринта, гонки преследования, индивидуальной гонки и эстафеты (Меган Имри, Зина Кочер, Розанна Кроуфорд, Меган Тэнди).
Меган тренировалась у Маттиаса Ахренса (Matthias Ahrens). Она училась в университете северной Британской Колумбии. В 2010 году она вышла замуж за Илмара Хайнике, биатлонного тренера. Семья переехала на родину Илмара, в Германию. В декабре того же года у них родился сын Предо. В 2015 развелась.